# Назаров Олег Анатолійович
Олег Анатолійович Назаров (народився 14 травня 1977 року в місті Донецьк, Українська РСР) — український вчений у галузі юридичної (судової) психології, правознавець, психолог (поліграфолог), кандидат психологічних наук (2007), доцент (2012), професійний перемовник, атестований Міністерством юстиції України судовий експерт за експертною спеціальністю 14.1 «Психологічні дослідження» (2020). Заступник голови громадської організації судових експертів «Всеукраїнська незалежна науково-дослідна експертна спілка» (з 2022). Головний редактор реферативно-наукового online журналу «Судово-психологічна експертиза. Застосування поліграфа і спеціальних знань в юридичній практиці», ISSN 2521-1463 (2017).

## Освіта
- Закінчив Харківський національний університет внутрішніх справ (1999) за спеціальностями «Практична психологія», «Право» та здобув кваліфікації спеціаліста психолога, бакалавра права.
- В 2009 році закінчив Вищий навчальний заклад «Відкритий міжнародний університет розвитку людини «Україна» (м. Київ) за спеціальністю «Правознавство» та здобув кваліфікацію спеціаліста юриста.

## Трудова діяльність
Основні місця роботи (служби):
- в період з 1994 по 2018 роки проходив службу в органах внутрішніх справ (1994-2015) та Національній поліції України (2015-2018), де обіймав посади в УМВС України в Миколаївській, Одеській областях, МВС України (центральний апарат), Національній поліції (центральний апарат): психолога (керівник служби) Миколаївського міського управління, оперуповноваженого Управління карного розшуку, старшого психолога (керівник служби) Управління державної служби охорони, головного експерта Науково-дослідного експертно-криміналістичного центру (Миколаївська область), начальника сектору Науково-дослідного експертно-криміналістичного центру при ГУМВС України в Одеській області, заступника начальника міськрайонних відділів органів внутрішніх справ (Новоодеський, Очаківський райони Миколаївської області), начальника Центру практичної психології при УМВС України в Миколаївській області, заступника начальника науково-дослідної лабораторії психологічного забезпечення  діяльності ОВС Державного науково-дослідного інституту МВС України, головного психолога (з функцією проведення досліджень на поліграфі) Національної поліції України. Пенсіонер Національної поліції України (з 2018), спеціальне звання - полковник поліції (2014), стаж експертної роботи (залучення експертом) з 2000 року[4].
- атестований Міністерством внутрішніх справ України судовий експерт за експертною спеціальністю 14.1 «Психологічні дослідження» з правом проведення судово-психологічних експертиз (2011-2015)[5];
- атестований Міністерством юстиції України судовий експерт за експертною спеціальністю 14.1 «Психологічні дослідження» з правом проведення судово-психологічних експертиз, у тому числі із застосуванням поліграфа (з 2020) [2];
- з 2017 - головний редактор реферативно-наукового online журналу «Судово-психологічна експертиза. Застосування поліграфа і спеціальних знань в юридичній практиці», ISSN 2521-1463[6] [7] [8]
- з 2017 - професійний журналіст, член професійних об'єднань журналістів відповідно до частини 2 статті 25 Закону України «Про друковані засоби масової інформації (пресу) в Україні», а саме: громадських професійних організацій «Незалежна медіа профспілка України» (скор. - НПМУ, Україна), «Міжнародна федерація журналістів» (скор. - IFJ, Бельгія) [9];
- з 2020 - акредитований тренер (викладач) Національної школи суддів України (скор. - НШСУ) в галузі судової експертизи, досліджень на поліграфі, судово-психологічної експертизи. Співавтор дистанційного курсу НШСУ для суддів «Судово-психологічна експертиза в цивільному процесі». Апробація курсу НШСУ: 16 січня – 6 лютого 2023 [10] [11] [12].
- з 2022 - заступник голови громадської організації судових експертів «Всеукраїнська незалежна науково-дослідна експертна спілка» (м. Київ);
- доцент кафедри філософії та психології Київського університету інтелектуальної власності та права Національного університету «Одеська юридична академія» (з 2018)[13].

## Наукова діяльність
Автор більше 60 наукових публікацій, у тому числі 1 монографії, 1 професійного словника для поліграфологів (переклад у співавторстві), 2 CD програм, 3 посібників, 4 корисних моделей  :
– Назаров О.А. Судова практика використання результатів психофізіологічної експертизи (дослідження) із використанням поліграфа в Україні: інформаційно-довідковий посібник. – Одеса: НДЕКЦ при ГУМВС України в Одеській області, 2012. – 31 с.
– Назаров О.А. Використання психологічних знань у кримінальному провадженні, цивільних, адміністративних справах: інформаційно-довідковий посібник (перероб. 2-ге видання). – Київ: ДНДЕКЦ МВС України, 2013. – 69 с.
– Назаров О.А. Теорія та практика судово-психологічної експертизи у сучасному судочинстві [Електронна програма] / Олег Анатолійович Назаров // Одеса. - 2013. - CD диск .
– Назаров О.А. Психологія вбивці: гендерний аспект [ Текст ] : монографія / О. А. Назаров. – Київ: Освіта України, 2014. – 176 с.
– Міжнародний досвід застосування поліграфних технологій та перспективи їх використання в системі МВС України [текст]: посібник / В.О. Кривоплачук, І.В. Клименко, О.А. Назаров; Київ: ДНДІ, 2015. - 90 с.
– Назаров О.А. Словник-довідник фахівця з проведення психофізіологічних досліджень з застосуванням поліграфа [Електронна програма] / Олег Анатолійович Назаров // Київ. – 2017. – CD диск .
– Термінологічний довідник для наукової психофізіологічної детекції неправдивості (ПФД). За загальн. редак. Д. Крапол, М. Хендлер, Ш. Штурм. / Переклад О. Назаров, А. Лисенко: 3-е видання online. - К.: Американська асоціація поліграфологів (АРА), 2018. - 133 с. 
– Назаров О.А. Портативні поліграфологічні крісла для проведення психофізіологічних досліджень із застосуванням поліграфа у відповідності до міжнародних стандартів. Моделі торгової марки «Mobi Polygraph» / Олег Анатолійович Назаров // Київ. - 2022. - 4 корисні моделі  
Основні напрями наукової роботи: юридична психологія, судова психологія, судова експертиза, судово-психологічна експертиза, психофізіологічні дослідження із застосуванням поліграфа.
Тема кандидатської дисертації — «Гендерні особливості смислової сфери осіб, що вчинили насильницький злочин» (2007). 
Тема дисертаційного дослідження на здобуття наукового ступеня доктора юридичних наук: «Теорія і практика судово-психологічної експертизи в кримінальному судочинстві» (19.00.06-юридична психологія). Тема зареєстрована 27.11.2012 (протокол №9) в бюро Міжвідомчої ради з координації наукових досліджень з педагогічних і психологічних наук в Україні Національної академії педагогічних наук України.
Голова редколегії  реферативно-наукового online журналу «Судово-психологічна експертиза. Застосування поліграфа і спеціальних знань в юридичній практиці», ISSN 2521-1463 .
Гарант освітньої програми «Психологія» рівня вищої освіти магістр в Київському університеті інтелектуальної власності та права НУ «ОЮА» (Протокол № 19 (3) від 14-15.12.2021 року Національного агентства із забезпечення якості вищої освіти) 
Акредитований викладач Вищої школи адвокатури Національної асоціації адвокатів України (НААУ) по темам навчально-методичних Вебінарів щодо особливостей підготовки, призначення і проведення витребуваних напрямів судово-психологічних експертиз (в тому числі із застосуванням поліграфа) в різних видах судочинства України (з листопада 2020) .

## Судово-експертна діяльність
- з 2011 - включений до складу Єдиного державного Реєстру атестованих судових експертів Міністерства юстиції України [5] [2].
- з 2011 - науковий консультант (2015-2020), дійсний член секції судово-психологічної експертизи Науково-консультаційної та методичної ради з проблем судової експертизи при Міністерстві юстиції України[23] ;
- з 2020 - член Президії (керівний орган) Науково-консультаційної та методичної ради з проблем судової експертизи при Міністерстві юстиції України;
- з 2020 - член Координаційної ради (міжвідомчої) з проблем судової експертизи при Міністерстві юстиції України як уповноваженого органу виконавчої влади, який здійснює державне регулювання судово-експертної діяльності в Україні;
- з 2022 - член змінного складу палат (кваліфікаційної і дисциплінарної) Центральної експертно-кваліфікаційної комісії (щодо судових експертів) при Міністерстві юстиції України [24]
- з 2022 - включений до Реєстру психологів, які долучаються до кримінальних проваджень за участю дітей (брати участь у слідчих (розшукових) та процесуальних діях за участю дитини, опитуванні дитини, надавати консультації, пояснення, довідки та висновки під час досудового розслідування і судового розгляду в інтересах дитини). Підстава: договір про виконання конкретної роботи та послуг №358/ПД від 28.06.2022 [25] .

## Громадська (професійна) діяльність
- член Товариства психологів України (з 2002)[26],
- член Технічного комітету Е52 з експертної психофізіології ASTM International, США (з 2018),
- член Колегії поліграфологів України (з 2014)[27],
- член Всеукраїнської незалежної науково-дослідної експертної спілки (з 2018)[28],
- представник в Україні - спеціальний член Міжнародного співтовариства поліграфологів, США (з 2018), науковий партнер технології EyeDetect в Україні (з 2019)[29],
- член робочої групи експертів від громадської організації судових експертів в Комітеті з питань правоохоронної діяльності Верховної Ради України (з 2018)[30] ,
- співавтор проекту Інструкції про порядок використання поліграфів у Національній поліції України. Нормативний документ - наказ МВС України від 13.11.2017  № 920 [31].
- співавтор назви законопроекту 4094 «Про захист прав осіб, які проходять опитування (дослідження) на поліграфі». Дата реєстрації Верховною радою України 17.02.2016 [32]. Учасник (представник від Національної поліції України) на засіданні Комітету Верховної Ради України з питань прав людини, національних меншин і міжнаціональних відносин Верховної Ради України 19 жовтня 2016 щодо розгляду законопроектів № 4094, 4094-1 (протокол №27) [33].
- співавтор законопроекту 6284-3 «Про внесення змін до Закону України «Про судову експертизу». Дата реєстрації Верховною радою України 23.11.202[34] [35]
- співавтор Кваліфікаційної характеристики професії поліграфолог та уведення професії поліграфолог в Україні. Наказ Мінекономіки України від 25.10.2021 № 810-21 «Про затвердження Зміни №10 до Національного класифікатора ДК 003:2010» [36] [37].
- учасник (спікер) моніторингового звіту, круглого столу Проекту ЄС «Право-Justice» 13 квітня 2023 [38], 08 лютого 2023 [39] щодо проблем реформування судової експертизи в Україні,
- учасник проекту «Попередження і подолання насильства щодо дітей та підтримки реформи системи правосуддя для дітей» за підтримки Дитячого фонду ООН (ЮНІСЕФ) в Україні при реалізації ГО «Всеукраїнський громадський центр «Волонтер» (2022).

## Відзнаки
- Відзнака МВС України - «Нагрудний знак «За відзнаку в службі» І, ІІ ступенів (2002, 2004) [40],
- Відзнака МВС України - медаль «За сумлінну службу» І, ІІ, ІІІ ступенів (2004, 2009, 2015) [40],
- Відзнака МВС України - нагрудний знак «Управління МВС України в Миколаївській області» (2010) [40],
- Відзнака МВС України - «Нагородні годинники ГУМВС України в Одеській області» (2014) [40],
- Відзнаки Колегії поліграфологів України - «Диплом «Фахівець поліграфолог року» (2015), Диплом «Подяка» (2017, 2019) [40],
- Відзнака Президента України «За участь в антитерористичній операції» (2017)[41],
- Відзнака Національної школи суддів України - «Почесна грамота» (2014, 2019, 2023)[42],
- Відзнака юридичного журналу «Право України» - Диплом «Подяка» (2020),
- Відзнака Ліги студентів Асоціації правників України - Диплом «Подяка»  (2023)[43]